# Curral de Cima
Curral de Cima, municipio del estado de Paraíba (Brasil), localizado en la microrregión del Litoral Norte. De acuerdo con el IBGE (Instituto Brasileño de Geografía y Estadística), en el año de 2006 su población era estimada en 5.662 habitantes. Área territorial de 85 km².
Pedro Régis y Jacaraú (norte), Laguna de Dentro y Araçagi (oeste), Mamanguape (este) y Itapororoca (sur).

## Economía
En 2002, conforme estimaciones del IBGE, el PIB era de R$ 13,942 millones y el PIB per cápita era de R$ 2.556,00.

### Producción agrícola
| Plantación        | Cantidad producida (ton.) | Valor de la producción (R$ mil) | Área plantada (ha.) | Área cosechada (ha.) | Rendimiento medio (kg/ha.) |
| ----------------- | ------------------------- | ------------------------------- | ------------------- | -------------------- | -------------------------- |
| Banana            | 342                       | 51                              | 19                  | 19                   | 18.000                     |
| Batata dulce      | 200                       | 40                              | 25                  | 25                   | 8.000                      |
| Caña de azúcar    | 4.000                     | 120                             | 80                  | 80                   | 50.000                     |
| Castaña de cajú   | 3                         | 2                               | 7                   | 7                    | 428                        |
| Coco-da-baía      | 60 (mil frutos)           | 12                              | 30                  | 30                   | 2.000 (frutos/ha.)         |
| Fava (en grano)   | 5                         | 9                               | 10                  | 10                   | 500                        |
| Frijol (en grano) | 14                        | 13                              | 30                  | 30                   | 466                        |
| Naranja           | 56                        | 7                               | 7                   | 7                    | 8.000                      |
| Papaya            | 240                       | 84                              | 6                   | 6                    | 40.000                     |
| Mandioca          | 976                       | 161                             | 122                 | 122                  | 8.000                      |
| Mango             | 60                        | 8                               | 3                   | 3                    | 20.000                     |
| Maíz (en grano)   | 18                        | 6                               | 30                  | 30                   | 600                        |
| Pimenta-do-reino  | 1                         | 4                               | 1                   | 1                    | 1.000                      |
| Piña              | 12.630 (frutos)           | 5.052                           | 421                 | 421                  | 30.000 (frutos/ha.)        |
| Urucum (semilla)  | 10                        | 15                              | 10                  | 10                   | 1.000                      |

### Ganadería
| Rebaño                              | Efectivo (cabezas) |
| ----------------------------------- | ------------------ |
| Bovino                              | 3.289              |
| Porcino                             | 29                 |
| Equinos                             | 93                 |
| Asininos (asnos)                    | 9                  |
| Mulas (mulas)                       | 15                 |
| Ovinos                              | 150                |
| Gallinas                            | 285                |
| Gallos, gallinas, pollos y pollitos | 4.772              |
| Cabras                              | 110                |
| Vacas ordeñadas                     | 384                |

| Género            | Producción       |
| ----------------- | ---------------- |
| Leche de vaca     | 207 (mil litros) |
| Huevos de gallina | 1 (mil docenas)  |

## Datos estadísticos

### Educación
| Educación   | Alumnos matriculados | Professores |
| ----------- | -------------------- | ----------- |
| Fundamental | 1.762                | 70          |

- Analfabetos con más de quince años: 55,27 % (IBGE 2000).

### IDH
| IDH        | 1991  | 2000  |
| ---------- | ----- | ----- |
| Salario    | 0,428 | 0,431 |
| Longevidad | 0,438 | 0,547 |
| Educación  | 0,294 | 0,547 |
| Total      | 0,387 | 0,508 |

### Saneamiento urbano
| Servicio                    | Domicilios (%) |
| --------------------------- | -------------- |
| Agua                        | 96,1%          |
| Residuos cloacales sanitari | 3,1%           |
| Recolección de residuos     | 72,9%          |

### Salud
- No hay camas hospitalarias disponibles (2002, IBGE).
- Mortalidad infantil: 83,2 p/mil (Ministerio de la Salud/1998).
- Esperanza de vida al nacer: 57,8 años (IBGE 2000).